# Энциклопедический словарь топонимов Азербайджана
Энциклопедический словарь топонимов Азербайджана (азерб. Azərbaycan toponimlərinin ensiklopedik lüğəti) — двухтомный энциклопедический словарь топонимов Азербайджана.
Словарь был составлен Институтом языкознания имени Насими НАН Азербайджана. В словаре содержится объяснение около 12 тысяч географических названий. При составлении словаря были учтены результаты исследований азербайджанских учёных-лингвистов, историков и топонимистов.